# Jovelina Pérola Negra
Jovelina Farias Delford (Río de Janeiro, 21 de julio de 1944 - Río de Janeiro, 2 de noviembre de 1998), conocida como Jovelina Perla Negra, fue una cantante y compositora brasileña y una de las grandes damas del samba. Su singularidad se refleja en su voz ronca, fuerte, de tono popular y con mucha fuerza. Es la heredera del estilo de Clementina de Jesús, con la que coincide también en haber trabajado como empleada doméstica antes de lograr alcanzar el éxito en el mundo artístico.

## Biografía
Jovelina Perla Negra nació en 1944 en Botafogo, barrio en la zona sur de Río de Janeiro, pero pronto pasó a vivir en Bajada Fluminense, en Belford Roxo. En su familia no había tradición de cantantes y, si bien a ella le gustaba cantar, no pensó que pudiera ser profesional de la música. Fue empleada de hogar, lavandera y vendedora de vajillas hasta que surgió su oportunidad para ser cantante y la supo aprovechar para llegar al estrellato.
En 1985, se presentó ante el público al participar en el histórico disco Raza Brasileña y se consolidó gracias al apoyo de Imperio Serrano, nombre con el que se conoce el Gremio Recreativo Escuela de Samba Imperio Serrano (en brasileño Grêmio Recreativo Escola de Samba Império Serrano).
Seguidora fiel del partidero Bezerra de Silva, comenzó a cantar sus pagodinhos en el Vegas Sport Club, ubicado en Coelho Neto. La llevó hasta allí su amigo Dejalmir, quien también la bautizó con su nombre artístico, Jovelina Perla Negra, en homenaje al reluciente color de su piel.
Grabó cinco discos en solitario, logrando un Disco de Platino. Actualmente solo se encuentran sus canciones en los recopilatorios de grandes éxitos como "Feirinha de la Pavuna", "Bagaço de la Naranja" (grabada con Zeca Pagodinho), "Luz do Repente", "No Mesmo Manto" e "Garota Zona Sul", entre otros. El éxito le llegó muy tarde por lo que no pudo cumplir su sueño de "ganar mucho dinero y dar a sus hijos todo lo que ella no pudo tener".
Estuvo casada con Nilton de Santos, de quién se separó posteriormente. Tuvieron tres descendientes, José Renato, Cassiana y Cleyton, que contaban 30, 25 y 10 años respectivamente cuando ella faltó. Jovelina Perla Negra falleció de un infarto mientras dormía en su casa el 2 de noviembre de 1998, con 54 años, en su barrio de Pechincha, en Jacarepaguá, Río de Janeiro. El entierro tuvo lugar en el Cementerio de Pechincha.

## Estilo
Su estilo muy personal conquistó a muchos fanes en el medio artístico. Cautivó a la cantante Maria Bethânia durante una actuación en el Terreirão do Samba, en la Plaza Once de Junio en Río de Janeiro, de tal forma que la diva de la música popular brasileña solo salió al escenario tras oír a Jovelina Perla Negra interpretar "dona Jove versar". Y la cantante Alcione la homenajeó en la canción "Perla Negra" que incluyó en uno de sus mejores discos, "Profissão Cantora". 
Mientras existan la samba y, en concreto, el estilo de samba llamado partido-alto, Jovelina Perla Negra será recordada siempre por su voz potente y por el engolamiento propio de la raza negra, junto a Clementina de Jesús.
En 2012 se celebró un homenaje a Jovelina Pérola Negra en el Arena Carioca. En el evento "Viva Jovelina - Pérola Negra do Samba" (Viva Jovelina, la perla negra de la samba) participaron, entre otros artistas que le brindaron así su reconocimiento, Aloísio Machado, Aninha Portal, grupo Batuque Novo, Cassiana Belfort (la hija de Jovelina), Juninho, Ircéia Pagodinho, Sombrinha, Tantinho da Mangueira, Thybau, Renatinho Partideiro, Rose Guará o Zé Luís do Império.

## Discografía
Jovelina Perla Negra participó en tres canciones del álbum Raza Brasileña de 1985. Además grabó cinco discos en solitario y sus canciones se recogen en diversos recopilatorios de grandes éxitos. Tras su fallecimiento en 1998 se han publicado tres álbumes de duetos para perpetuar su legado musical.
| Álbumes | Álbumes                                             | Álbumes | Álbumes      |
| Año     | Título                                              | Mídia   | Gravadora    |
| ------- | --------------------------------------------------- | ------- | ------------ |
| 1985    | Jovelina Perla Negra                                | LP      | RGE          |
| 1985    | Raza Brasileña(participación en tres rangos)        | LP      | RGE          |
| 1986    | Arte del Encuentro                                  | LP      | Sonido Libre |
| 1987    | Luz del Repente                                     | LP      | RGE          |
| 1988    | Sonrisa Abierta                                     | LP      | RGE          |
| 1990    | Amigos Llegados                                     | CD      | RGE          |
| 1991    | Sangre Buena                                        | CD      | RGE          |
| 1993    | Pagodão de la Jovelina                              |         |              |
| 1993    | Voy de la Fe                                        | CD      | RGE          |
| 1996    | Samba Guerrero                                      | CD      | RGE          |
| Duetos  |                                                     |         |              |
| 2000    | Grandes Éxitos                                      | CD      | RGE          |
| 2000    | Perla                                               | CD      |              |
| 2007    | Jovelina Perla Negra Duetos - ES Eso Que Yo Merezco | CD      | Sonido Libre |